# إسماعيل بيك
إسماعيل بيك (بالأويغورية: إسماعيل بیگ)‏، هو قائد من متمردي الأويغور، قاد إسماعيل بيك مسلمي الأويغور الداعين للانفصال عن الصين، واستطاع طرد قوات المسلمين الصينين الموالين للحكومة الصينية من مدينة أقسو في سنجان في 31 مايو 1933. وأصبح حاكم أقسو. وكان من المؤيدين لأمير خوتان عبد الله بوغرا وإخوته.